# Рубі (циклон)
Циклон «Рубі» (англ. Cyclone Ruby) — сильний, але короткочасний тропічний циклон, який вплинув на Нову Каледонію сильними вітрами та опадами, після того, як попередній тропічний мінімум викликав сильні дощі  в деяких частинах Соломонових островів.
Над деякими островами Соломонових островів було оголошено сповіщення про вітер і дощ через наближення циклону. Два водосховища, а саме річка Комбіто та Конгулай, були закриті, а населенню, що користується водою набережних, рекомендовано кип’ятити воду, оскільки річки були забруднені деякими відкладеннями, через опадами з системи. Пізніше для цілого острова Нова Каледонія були опубліковані  спостереження за циклоном, оскільки Рубі повільно наближався до архіпелагу, а попередження було вдосконалено до 2 рівня попередження. Польоти, поромні та інші транспортні послуги також були припинені як запобіжний захід також була проведена евакуація  людей. Понад 2000 житлових будинків втратили електроенергію, коли Рубі пройшов через архіпелаг, сильні вітри вдарили по північній частині Нової Каледонії, у той час як в прошли сильні дощі. Летальних випадків в країні не підтверджено.

## Метеорологічна історія

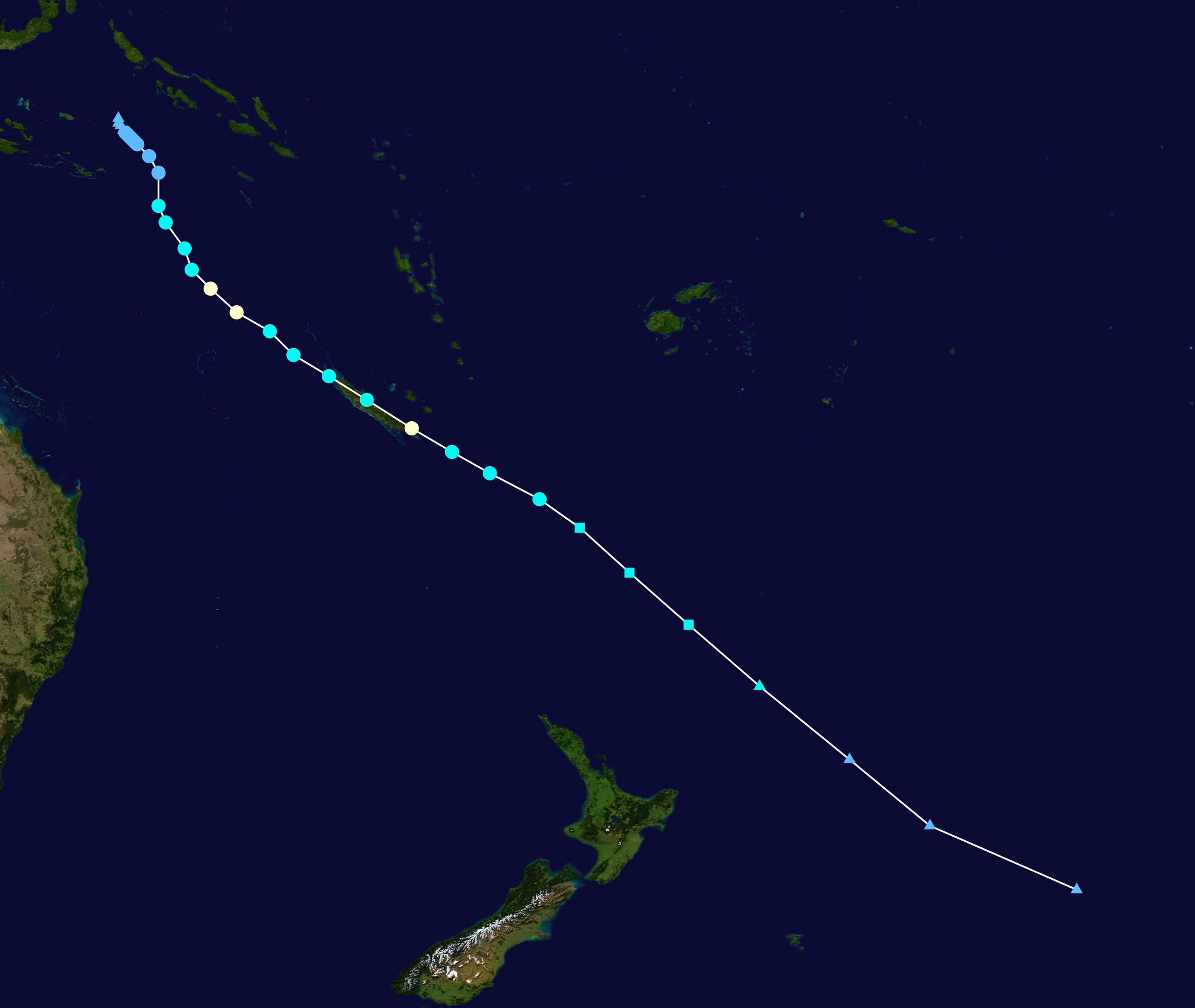
Карта шляху і інтенсивності Циклону Рубі

6 грудня Австралійське метеорологічне бюро розпочало моніторинг Соломонового моря та прилеглих до нього регіонів на предмет можливого розвитку тропічного циклону. Наступного дня в агентстві відзначили, що ця потенційна система може розвиватися далі. У той же час 8 грудня , о 06:00 UTC, то Joint Typhoon Warning Center почав відстежувати систему як «Invest 93P» яка знаходиться в 417 км, до Хоніари. У той час бюро помітило слабкі конвекційні вітри навколо великого центру циркуляції низького рівня. JTWC також аналізує розповсюджене порушення як розташування в «гранично сприятливому» середовищі, посилаючись на низький або помірний зсув вітру та сприятливу температуру поверхні моря 30–31 °C (86–88 °F). Однак агентство дало системі «низькі» шанси на розвиток лише протягом наступних 24 годин. [4] О 04:30 UTC наступного дня (14:30 AEST попереднього дня), BoM позначив цей шторм як «07U», незважаючи на те, що хвилювання все ще не стали тропічним мінімумом. JTWC додатково підвищив шанси системи на посилення до «середніх» до 06:00 UTC 9 грудня і до «високих» до 21:30 UTC. Агентство також опублікувало попередження про утворення тропічних циклонів (TCFA).

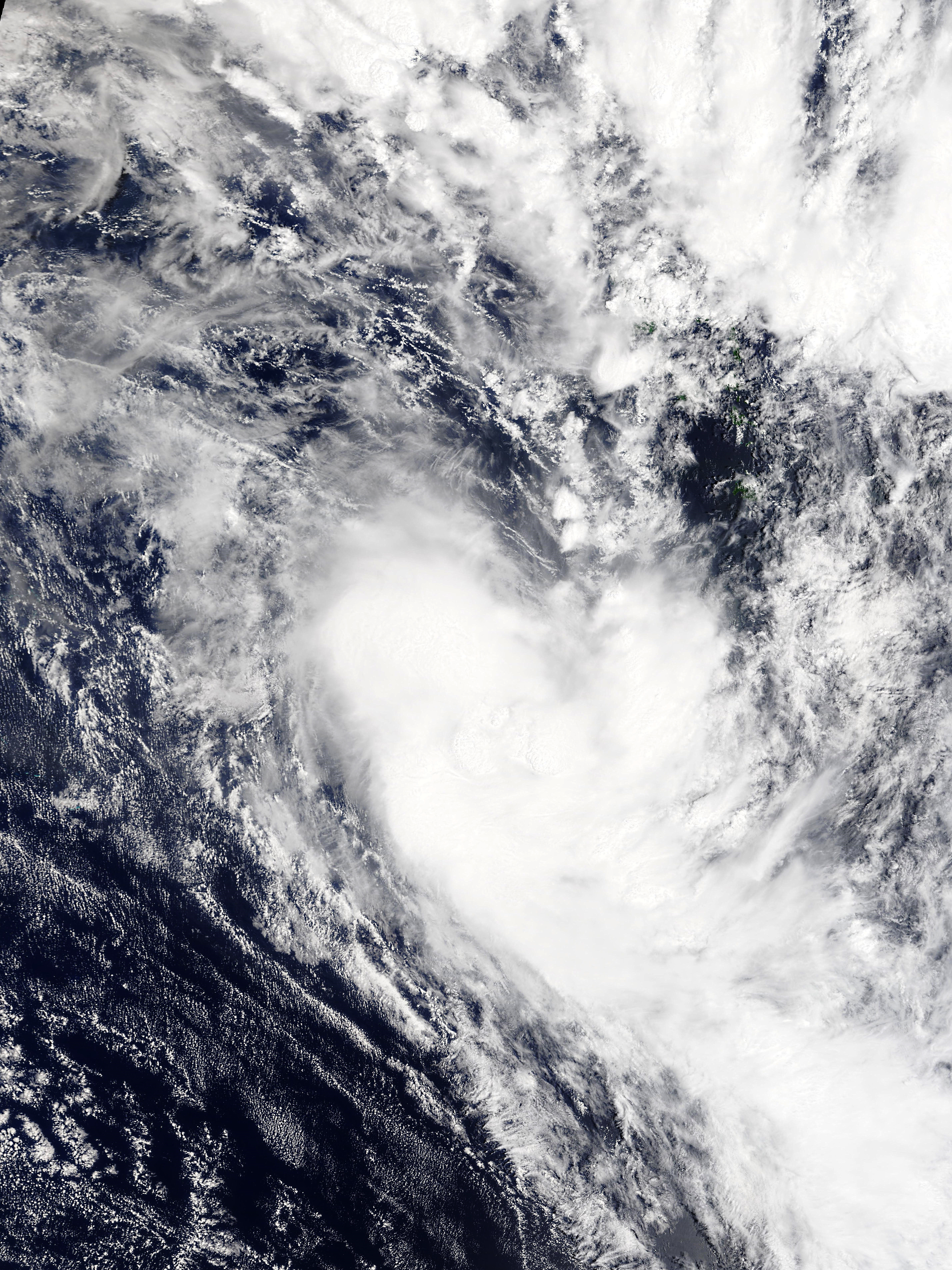
Тропічний циклон «Рубі» перед тим, як обрушитися на Нову Каледонію 14 грудня.

На наступний день BoM відзначив збільшення організації тропічного мінімуму, хоча його північна частина ослабла. Однак його південна сторона розвивалася, коли простягалася з півдня на південний схід. Це також вказувало на те, що тропічний мінімум вже повністю сформувався. Незважаючи на це, система залишалася на початковій інтенсивності 25 вузлів (46 км/год; 29 миль/год), незважаючи на сприятливі умови, включаючи сильне відходження від прогину верхнього рівня над східною Австралією. Його конвекція знову погіршилася до 18:00 UTC, але ще одна нова частина щойно утворилася над східною частиною низовини. Система також стала квазістаціонарною над Кораловим морем, а близько півночі стала дезорганізованою. BoM також відчував труднощі з визначенням центру системи до 11 грудня, хоча він трохи посилився до 30 вузлів (56 км/год; 35 миль/год) до 06:00 UTC за даними скаттерометра. У цей час система також почала відстежувати на південний схід. Проте на північному заході також було виявлено сухе повітря, і воно поступово посилюватиметься через спеку.
Станом на 18:00 UTC, BoM відзначив, що навколо його конвективних смуг вже є можливі штормові вітри, хоча вони зберегли інтенсивність нижче статусу тропічного шторму. Через три години JTWC модернізував систему до тропічного шторму, перебуваючи на відстані понад 767 морських миль (1420 км; 883 милі) на північний-захід від Нумеа. Подальший розвиток відбувся, оскільки тропічний мінімум повільно переміщався над Кораловим морем , і до 03:00 UTC BoM модернізував систему до тропічного циклону 1 категорії за австралійською шкалою і отримав назву «Рубі» відповідно як на його східній частині виявлено шквальний вітер. До 18:00 UTC Рубі продовжував посилюватися під час того як рухався на південний-схід, ставши системою 2 категорії і наближаючись до інтенсивності урагану через три години. У цей час JTWC також модернізував систему до еквівалентного тропічного циклону 1 категорії. До 13:01 AEST (03:01 UTC) 13 грудня Рубі перемістився над басейном південної частини Тихого океану, передавши відповідальність за попередження системи метеорологічній службі Фіджі.
Після переміщення в цьому регіоні JTWC зазначив, що вершини хмар почали нагріватися, а його конвекція стала дезорганізованою, перебуваючи на півдорозі між Австралією та Вануату. Через три години система почала трохи слабшати через поєднання зсуву вітру та сухого повітря. До 20:00 UTC Рубі почав виходити на сушу над північно-західною частиною Нової Каледонії з такою силою, поблизу стану сильних тропічних циклонів із швидкістю вітру 60 вузлів (110 км/год; 70 миль/год). Про це свідчать надводні та радіолокаційні спостереження в країні. У цей час також з’явилося око яке було видно на знімках.

## Підготовка та наслідки

### Соломонові острови
У зв’язку з низьким рівнем що діє над країною, Метеорологічна служба Соломонових Островів попередила про сильний вітер і сильний дощ для архіпелагу. Особам, які живуть поблизу річок, також порадили підготуватися та вжити необхідних запобіжних заходів, повідомляє метеорологічне агентство. Через зливу кілька відкладень забруднили водойми на річках Комбіто і Конгулай, змусивши владу країни закрити їх і попередивши людей кип’ятити воду для їхньої безпеки. Газета Solomon Star також зазначила, що через це багато дітей зіткнулися з блювотою та діареєю . До 10 грудня водосховище Конгулай було успішно відновлено.

### Нова Каледонія
Через шторм у Новій Каледонії очікується вітер зі швидкістю близько 150 кілометрів на годину (93 милі на годину) та проливні дощі. До 11 грудня в країні опинився циклон, який розпочався через шторм 29 муніципалітетах країни було оголошена жовтий рівень небезпеки. 1 рівень попередження також було оголошено над північними та південними провінціями країни і далі, 2 рівень тривоги. Поромне сполучення на острів Пайнс, Белеп та Уаем також було припинено, а Air Calédonie рейси на 14 грудня скасовано. Будівля школи також має бути притулком для можливих евакуйованих в Уайлу, в той час як будівля міста Куауа використовувалася. Чотири райони на півдні країни також надали притулок. Також були закриті спортивні зони в Нумеа та деякі кампуси в Університеті Нової Каледонії.
Перший удар стихії відчули на собі північні провінції, де сильні вітри хлинули регіон. Раніше в цих районах втратили електроенергію понад 2569 осіб. Було зафіксувано найвищий порив вітру, отриманий із системи, на швидкості 100 вузлів (190 км/год; 120 миль/год). Touho розвивав 140 кілометрів на годину (87 миль/год). Також по всій країні були повалені дерева, повалені лінії електропередач. Шосе загального користування в Тіа непрохідне через те, що річка майже розлилася. За 12-годинний період 14 грудня на західному узбережжі країни випала найбільша кількість опадів 76,5 міліметра (3,01 дюйма), на центральному узбережжі – 195,1 міліметра (7,68 дюйма), а на східному – 158,4 міліметра (6,24 дюйма). Найбільша кількість опадів із системи збирається з метеостанції в Куауа, 405 міліметрів (15,9 дюйма). 14 864 домогосподарства втратили електропостачання через Рубі. Коли шторм віддалявся від країни, усі попередження було знято, і підприємства відновили роботу.